# Aage H. Kampp
Aage Hjalmar Hansen Kampp (født 27. september 1906 i Sønder Vestud, Borre Sogn, død 16. marts 1990) var en af Danmarks førende geografer i det 20. århundrede.

## Karriere
Han blev cand.mag. i naturhistorie og geografi ved Københavns Universitet 1933, lektor 1952, dr.phil. 1959, afdelingsleder ved Danmarks Lærerhøjskole 1966. Aage H. Kampp var medarbejder ved "Atlas over Danmark" i årene 1940-1944 vedrørende Danmarks landbrugsgeografi. Det planlagte arbejde herom blev aldrig udgivet i den oprindeligt påtænkte form på grund af en schalburgtage under 2. verdenskrig, men arbejdet resulterede i disputatsen "Landbrugsgeografiske Studier over Danmark" 1959.
Aage H. Kamps store interesse for landbrugsgeografi resulterede i talrige artikler og i bogen "Møns Kulturlandskab" i 1988.

## Landbrugsgeografisk opdeling af Danmark
Aage H. Kampp er mest kendt for sin landbrugsgeografiske opdeling af Danmark foretaget ned på sogneniveau på grundlag af de dyrkede afgrøder med mere, idet han påviste en klar fordelingsforskel mellem "østorienterede" og "vestorienterede" landbrugsfaktorer. Han påviste tydelige udbytteforskelle og tillige, at de geografiske uligheder udviste stor stabilitet over tid og indså om nogen sammenhængen med de naturgivne vilkår. Den fordeling, han nåede frem til, resulterede i følgende opdeling:
1. det landbrugsgeografiske Vestjylland,
2. det landbrugsgeografiske Sønderjylland,
3. de jyske overgangsområder,
4. det landbrugsgeografiske Vendsyssel,
5. det landbrugsgeografiske Nordsjælland,
6. det vestlige Limfjordsområde,
7. det landbrugsgeografiske Østdanmark.

Denne opdeling har inspireret til senere arbejder blandt andet omkring geografiske fordelinger af dyrkningsmåder.
I disputatsen kortlægges blandt andet virkningerne af husmandslovene, herunder oprettelsen af statsjordbrug, jordrentebrug og majoratsbrug. Han viste med detaljerede kort udstykningsplaner af fx Nislevgård, Dragsholm gods og statslige arealer. Han var en af tidens fremmeste brugere af kortillustrationer, såvel prikkort som fladekort over blandt andet arealer under herregårde og godser og arealer uden landbrug (klitter, skove og byområder), der siden blev overtaget af andre. Et omfattende antal tabeller med ulige statistiske oplysninger indgik som bilag til værket.

## Biografi
- Kraks Blaa Bog 1974

## Forfatterskab
- Aa. H. Kampp: Færøerne. Folk og erhverv; Det Danske Forlag, København 1950
- Aa. H. Kampp: Hvor gror det, og hvorfor? Grundbog i de levende råstoffers geografi (Tredje udgave); Det danske Forlag 1956
- Aa. H. Kampp: "Om danske Markafgrøders geografiske Placering"; Tidsskrift for Frøavl, nr. 534; 1957
- Aa. H. Kampp: "Landbrugsgeografiske Studier over Danmark"; Kulturgeografiske Skrifter 6; C.A.Reitzels Forlag, København 1959
- Aa. H. Kampp: Tal i billeder; G.E.C. Gads Forlag, København 1961
- Aa. H. Kampp: Færøerne; Nyt Nordisk Forlag – Arnold Busck (3. rev. udg.), København 1973
- Aa. H. Kampp: An agricultural geography of Denmark; Akademiai Kiado, Budapest 1975

### På internettet
- Aage H. Kampp: "Bidrag til belysning af Hollands frugtavl og frugteksport" (Geografisk Tidsskrift, Bind 38; 1935)
- Aage H. Kampp: "Landbrug paa Færøerne" (Geografisk Tidsskrift, Bind 41; 1938)
- Aage H. Kampp: "Nogle iagttagelser vedrørende de »sorte huse« paa Hebriderne" (Geografisk Tidsskrift, Bind 41; 1938)
- Aage H. Kampp: "Om Hebriderne. Nogle befolknings- og erhvervsproblemer" (Geografisk Tidsskrift, Bind 42; 1939)
- Aage H. Kampp: "Oversigt over statistisk-kartografiske fremstillingsformer og deres geografiske og pædagogiske værdi" (Geografisk Tidsskrift, Bind 45; 1942)
- Aage H. Kampp: "En metode til inddeling i landbrugsgeografiske omraader" (Geografisk Tidsskrift, Bind 47; 1944)
- Aage H. Kampp: "Dansk landbrugsgeografi og statistik" (Geografisk Tidsskrift, Bind 52; 1952)
- Aage H. Kampp: "Utilization of Arable Land on Outwash Plain and Moraine Landscape in Denmark" (Geografisk Tidsskrift, Bind 58; 1959)
- Aage H. Kampp: "Danish Agricultural Subdivision and the Majorats" (Geografisk Tidsskrift, Bind 59; 1960)
- Aage H. Kampp: "Landbrug i den nordlige del af Meløy herred" (Geografisk Tidsskrift, Bind 61; 1962)
- Aage H. Kampp: "Some Changes in Structure of Danish Farming, Particularly from 1940-1960" (Geografisk Tidsskrift, Bind 62; 1963)
- Aage H. Kampp: "Fåreavl i Grønland" (Geografisk Tidsskrift, Bind 63; 1964)
- Aage H. Kampp: "The Agro-geographical Division of Denmark and the Time Factor" (Geografisk Tidsskrift, Bind 66; 1967)
- Aage H. Kampp og K.E.Frandsen: "En gård i landsbyen. En historisk-kulturgeografisk analyse" (Geografisk Tidsskrift, Bind 66; 1967)
- Aage H. Kampp: "Changes in the Distribution of Land in Denmark: Village — manor — small holding — joint operation" (Geografisk Tidsskrift, Bind 70; 1971)
- Aa. H. Kampp & Kalevi Rikkinen: "Farms in a Finnish village (Levanto) 1787-1916" (Geografisk Tidsskrift, Bind 72; 1973)
- Aage H. Kampp: "A simplified agro-geographical division of Denmark" (Geografisk Tidsskrift, Bind 75; 1976)
- Aage H. Kampp: "The recent amalgation of agricultural koldings" (Geografisk Tidsskrift, Bind 78-79; 1979)
- Aage H. Kampp: "A permanent agro-geographical division of Denmark?" (Geografisk Tidsskrift, Bind 84; 1984)